# 韩锺恩
韩锺恩（1955年3月5日—），中国音乐理论家、美学家。浙江余姚人，生于上海。

## 经历
1987年，毕业于上海音乐学院音乐学系，获学士学位，导师叶纯之。
2000年，就读于中央音乐学院，导师于润洋。
2003年，获中央音乐学院博士学位。
1987年-2004年，就职于中国艺术研究院音乐研究所。历任实习研究员、助理研究员、副研究员、研究员，博士研究生导师。
2004年，就职于上海音乐学院音乐学系。

## 任职
现任上海音乐学院教授，博士研究生导师，音乐学系系主任。
学术兼职：
- 中华美学学会会员、会长
- 中国音乐家协会会员
- 中国音乐美学学会理事、秘书长
- 中国音乐心理学学会会员

编辑：
- 《中国音乐年鉴》主编
- 《艺术评论》副主编
- 《中国音乐学》编委

## 著作
专著：
- 《音乐文化人类学》（合著，广西科学技术出版社，1993年出版）
- 《临响乐品》（山东文艺出版社，2002年出版）
- 《音乐美学与审美》（台湾洪叶文化事业有限公司，2002年出版）
- 《音乐美学与文化》（台湾洪叶文化事业有限公司，2003年出版）
- 《音乐美学与历史》（台湾洪叶文化事业有限公司，2003年出版）
- 《音乐意义的形而上显现并及意向存在的可能性研究》（上海音乐学院出版社，2004年出版）

## 编著
- 主编《中国音乐年鉴》，1989年-1997年卷，任年鉴之副主编
- 主编《中国音乐年鉴》，1998年-2001年卷，任年鉴主编
- 创刊《音乐人文叙事》，1997年，任刊物主编
- 主编《音乐文化》，2001年，任刊物执行编辑
- 主编《艺术评论》，2003年，任刊物副主编